# Peuma (Tesalia)

Mapa con algunas de las principales ciudades de la antigua Tesalia y zonas adyacentes. Peuma estaba situada entre Píraso y Táumacos.

Peuma (en griego, Πεῦμα) es el nombre de una antigua ciudad griega de Tesalia.
Aparece documentada en una inscripción de Delfos que registra un conflicto fronterizo de Peuma con las ciudades limítrofes de Melitea y Calas.
Se han conservado monedas de bronce de Peuma que han sido fechadas en torno a los años 302-286 a. C. con la inscripción «ΠΕΥΜΑΤΙΩΝ». Se localiza en unos restos situados en Kallithea.